# Miltochrista confluens
Miltochrista confluens är en fjärilsart som beskrevs av Lambill. 1906. Miltochrista confluens ingår i släktet Miltochrista och familjen björnspinnare. Inga underarter finns listade i Catalogue of Life.